# 林湧成
林湧成，原名林振義，前台灣足球員，曾任中華民國足球協會理事長。

## 經歷
林振義1991年畢業於台北體專。球員時代職司守門員。其後經營殯葬業，成為航源事業公司董事長。2013年12月，當選為中華民國足球協會理事長。2015年初，林振義因涉販售非法納骨塔被起訴，理事長職位由劉福財代理。另外，林振義也被質疑在2018年世界盃資格賽亞洲區第一輪中華台北0:1汶萊的賽事中涉賭波假球。中華隊事後否認踢假球。
2015年8月，中華民國足球協會舉行臨時會員大會，因出席者不足無法改選新理事長，所以林振義復任理事長。
2016年12月改名為林湧成。